# Paul Hogue
Paul "Duke" Hogue (Knoxville, Tennessee, 28 de abril de 1940 – Cincinnati, Ohio, 17 de agosto de 2009) fue un jugador de baloncesto estadounidense que disputó dos temporadas en la NBA. Con 2,05 metros de estatura, jugaba en la posición de pívot.

## Trayectoria deportiva

### Universidad
Jugó durante cuatro temporadas con los Bearcats de la Universidad de Cincinnati, con los que consiguió dos títulos de la NCAA, en 1961 y 1962. En su última temporada fue nombrado además Mejor Jugador del Torneo de la NCAA, tras conseguir 22 puntos y 19 rebotes en la final que ganaron a Ohio State por 71-59.
En el total de su carrera universitaria promedió 15,3 puntos y 12,0 rebotes por partido.

### Profesional
Tras su brillante carrera universitaria, fue elegido en la segunda posición del Draft de la NBA de 1962 por New York Knicks. Tras una prometedora primera temporada en la que promedió 7,7 puntos y 8,6 rebotes por encuentro, Hogue nunca encontró su sitio entre los profesionales. Al año siguiente fue relegado al banquillo, jugando menos de 15 minutos por partido en los 6 encuentros que disputó antes de ser traspasado a Baltimore Bullets. Lejos de mejorar, sus minutos en cancha se vieron reducidos a menos de 7, siendo apartado del equipo tras jugar tan solo 9 partidos.
En el total de su corta trayectoria como profesional promedió 6,3 puntos y 7,1 rebotes por partido.

## Vida posterior
Tras abandonar el baloncesto profesional, Hogue trabajó en un programa de rehabilitación de jóvenes en Tennessee antes de regresar a Cincinnati, donde trabajó en una fábrica textil. Fue también terapeuta físico en un hospital de salud mental y como consejero en un centro vecinal de ayuda a la juventud. Posteriormente ocupó un cargo en el programa de asistencia al empleo del servicio de correos estadounidense.